# Mieczysław Maciejowski
Mieczysław Maciejowski, poljski general, * 1886, † 1940.